# 598 до н. е.

## Події
- В останніх числах грудня Навуходоносор виступив з Вавилону з головними силами своєї армії та рушив на Єрусалим.
- Перед облогою Єрусалиму, цар Йоаким помирає. Наступником на троні стає його син Йоахин.